# Блест, Клотарио
Клотарио Леопольдо Блест Риффо (исп. Clotario Leopoldo Blest Riffo; 17 ноября 1899, Сантьяго — 31 мая 1990, Сантьяго) — чилийский общественный и профсоюзный деятель, основатель и первый лидер Единого профсоюзного центра трудящихся (CUT). Совмещал леворадикальные и христианские, геваристские и гандистские взгляды.

## Биография
Родился в семье учительницы и военнослужащего ирландского происхождения. Сдал экзамен на аттестат зрелости в Университете Чили в 1918 году, учился в нескольких католических семинариях, но отказался от пути священнослужителя.
Значительное влияние на него оказала личность социалистического лидера Луиса Эмилио Рекабаррена, чьи лекции он посещал и которого он называл «величайшим и наиболее аутентичным представителем чилийской рабочего класса и народа Чили». Общественная активность Блеста началась в 1920-х годах в Народной партии и кружке священника Гильермо Контрераса Вивиани, содействовавшего созданию профсоюзов, однако Блест порвал с ним, когда тот выступил в поддержку фашизма.
В 1927 году Блест возглавил Союз центров католической молодёжи; параллельно он принимал участие в анархо-синдикалистском движении. В 1928 году он основал группу «Germen», призванную поддерживать рабочую борьбу и пропагандировать христианские принципы, отличные от консервативного крыла католической церкви (её логотип представлял собой комбинацию креста с серпом и молотом).
В 1932 году Блест от имени Социальной лиги Чили поддержал провозглашённую Мармадуке Грове Социалистическую республику.
Будучи в 1943—1958 годах успешным руководителем Национального объединения государственных служащих (ANEF), в 1952 году Блест выступил учредителем Единого профцентра трудящихся Чили (Единого центра профсоюзов Чили, CUT), заменившего распавшуюся Конфедерацию труда Чили. Он оставался председателем профобъединения до 1960 года, выступая за антикапиталистическую программу, но одновременно против подчинения профсоюзов конкретным политическим партиям, считая последние бюрократическими инструментами подавления личности.
Бласт участвовал и в различных международных организациях: в 1950 году он, наряду с Пабло Нерудой и Габриэлой Мистраль, вошёл в Национальный комитет сторонников мира в Чили. В 1955 году он был избран членом Всемирного совета мира, возглавляемого Фредериком Жолио-Кюри. Он выступал против военного переворота Кастильо Армаса в Гватемале и диктатуры Батисты на Кубе. Впоследствии он возглавлял Национальное движение за солидарность и защиту Кубинской революции, неоднократно посещал Кубу и встречался с Че Геварой. Блест также приветствовал хрущёвскую десталинизацию в Советском Союзе и был приверженцем идей ненасильственного сопротивления Махатмы Ганди и Мартина Лютера Кинга.
Покинув работу в CUT, Блест участвовал в создании леворадикального Движения революционных сил (MFR), а затем, в 1965 году — Левого революционного движения (MIR), куда вошли сторонники идей анархо-синдикализма, троцкизма, маоизма, новых левых и христианского коммунизма. В октябре 1962 года он был арестован на демонстрации против американской блокады Кубы. В 1963 году Блест и MFR высказали готовность поддержать на выборах кандидатуру левого демократического социалиста Сальвадора Альенде ещё до согласия на это выдвижение собственной партии последнего.
В 1968 году участвовал в создании «Молодой церкви» — течения, близкого к «теологии освобождения». Несмотря на регулярную критику Блестом и церкви, и Коммунистической и Социалистической партий, к нему в них относились с уважением, хотя политические противники слева и справа и считали его «анархистом».
В начале 1970-х годов участвовал в создании Комитета по защите прав человека (CODEH). На президентских выборах 1970 года, на которых победил Альенде, Блест воздержался от участия в голосовании, поскольку сомневался в возможности успешного построения социализма в тогдашних чилийских условиях. В годы правительства «Народного единства», Блест сохранил независимость суждений, поддерживая одни реформы Альенде (национализацию меди) и критикуя другие.
В первые часы военного переворота против демократического правительства Альенде, утром 11 сентября 1973 года он направился в президентский дворец Ла-Монеда, чтобы поддержать президента и принять участие в защите дворца, но центр Сантьяго был уже окружен военными и дальше его не пропустили.
Несмотря на то, что после переворота многие страны предложили ему политическое убежище, он остался в Чили и участвовал в создании первых правозащитных организаций, участвовал практически во всех акциях протеста. Из-за огромного количества арестов и тюремных заключений Клотарио Блеста даже возник новый глагол clotearse («клотироваться») – «попасть в тюрьму».
На протяжении всей своей жизни Блест жил один, в бедности и аскезе. Последние годы жизни провёл в монастыре францисканцев и за год до смерти стал членом францисканского ордена. Последней его общественной акцией, за две недели до смерти, стало посещение в тюрьме политзаключённых, боровшихся с оружием в руках против диктатуры Пиночета.
Клотарио Блест умер в возрасте 90 лет в 1990 году в Сантьяго.